# Моё второе я (телесериал, 2004)
«Мое второе „я“» («Женщина в зеркале») (исп. «La Mujer en el Espejo») — американский телесериал произведённый колумбийской компанией RTI Colombia для Telemundo.

## Содержание
22-летняя робкая дурнушка Джулиана Солер посвящает все своё время заботам о своей капризной матери Рехине, бывшей модели. Её любимым занятием становится изготовление косметики, главной тайной — любовь к красавцу Маркусу Мутти. Джулиана понимает, что молодой человек никогда не обратит внимание на неё. В отчаянии она обращается к тете Мерседес, которая рассказывает Джулиане о волшебном зеркале, хранящемся в их семье. Посмотревшись в него и загадав желание, девушка превращается в красавицу Марицу Феррер, но только до заката солнца, затем она снова становится дурнушкой.
Марица Феррер устраивается на работу в косметическую фирму «Мутти Интернешенел», принадлежащую отцу Маркоса — Габриэлю Мутти. Постепенно Маркос влюбляется в Марицу, хотя не понимает её поведение: девушка отказывается встречаться с ним вечером и неожиданно убегает. На фирме у Марицы есть и враги: Ксиомара, бывшая невеста Маркуса, начальник лаборатории Ромеро. Но главным врагом Марицы становится молодая жена Габриэля — Барбара Монтесинос. Вместе со своим любовником Альберто Гутьерресом она хочет завладеть фирмой Мутти и всячески компрометирует Марицу.
Маркус знакомится и с Джулианой, которую считает подругой Марицы. И хотя ему жаль Джулиану, Маркусу не нравится её вмешательство в отношения с Марицей. Единственный человек, который знает о «втором лице» Джулианы, — это её подруга Лусмила. Но её муж — Педро Барахас — следит за Марицей по приказу Барбары.
Барбара обвиняет Марицу в продаже рецепта крема конкурентам. Чтобы не попасть в тюрьму,Марица вынуждена скрываться. Вскоре все узнают, что Марица погибла. В отчаянии Маркус женится на Ксиомаре и на свадьбе видит Марицу. Поняв, что она потеряла любимого, Марица—Джулиана соглашается стать женой Хуана Тобиаса Фонсеки. Владелец конкурирующей фирмы Хуан Тобиас обещает доказать невиновность Марицы. Но вскоре после свадьбы его убивают, а Маркуса обвиняют в его убийстве. На похоронах Маркус подходит к вдове Хуана Тобиаса и узнает Марицу.
Вскоре находят документы, указывающие на Барбару. Она сильно обгорает во время пожара в офисе адвоката, но при помощи Ромеро ей удается скрыться. Заранее она узнала тайну Джулианы и при помощи зеркала становится «Марицей». Но ей мало занять место в жизни Маркуса, она хочет получить не только фирму Мутти, но и состояние Хуана Тобиаса.

## В ролях
- Паола Рей — Джулиана Солер / Марица Феррер / Барбара Монтесинос
- Хуан Альфонсо Баптиста — Маркус Мутти
- Габриэла Вергара — Барбара Монтесинос де Мутти
- Наташа Клаусс — Лусмила Аррибато де Барахас
- Хавьер Гомес — Габриэль Мутти
- Паоло Сесар Кеведо — Альберто Гутьеррес
- Россана Фернандес Мальдонадо — Ксиомара
- Кристина Лилли — Рехина Солер
- Андрес Фелипе Мартинес — Пако Тапия
- Глория Гомес — тётя Мерседес
- Рауль Гутьеррес — Ромеро
- Себастьян Боскан — Педро Барахас
- Марсело Букет — Хуан Тобиас Фонсека
- Ксилена Айкарди — Барбара Монтесинос / Ванесса